# Kingston Mines
Kingston Mines – wieś w Stanach Zjednoczonych, w stanie Illinois, w hrabstwie Peoria.